# Nová Polianka (Vysoké Tatry)
Nová Polianka is een plaats in de regio Prešov. Nová Polianka ligt in de gemeente Vysoké Tatry en maakt deel uit van het district Poprad.
Nová Polianka telt 70 inwoners en ligt op 1040 meter hoogte.

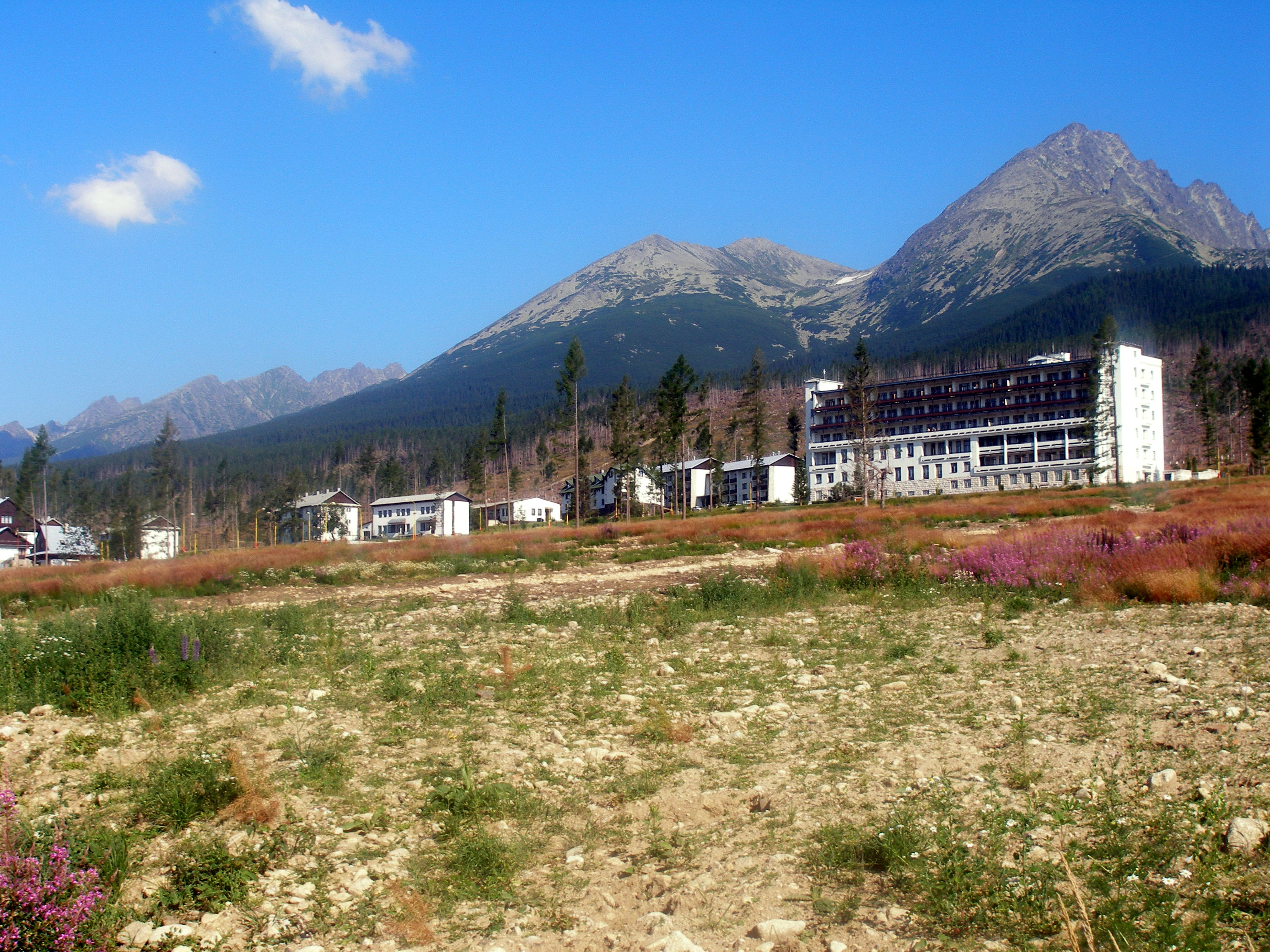
Nová Polianka